# Torquato Conti

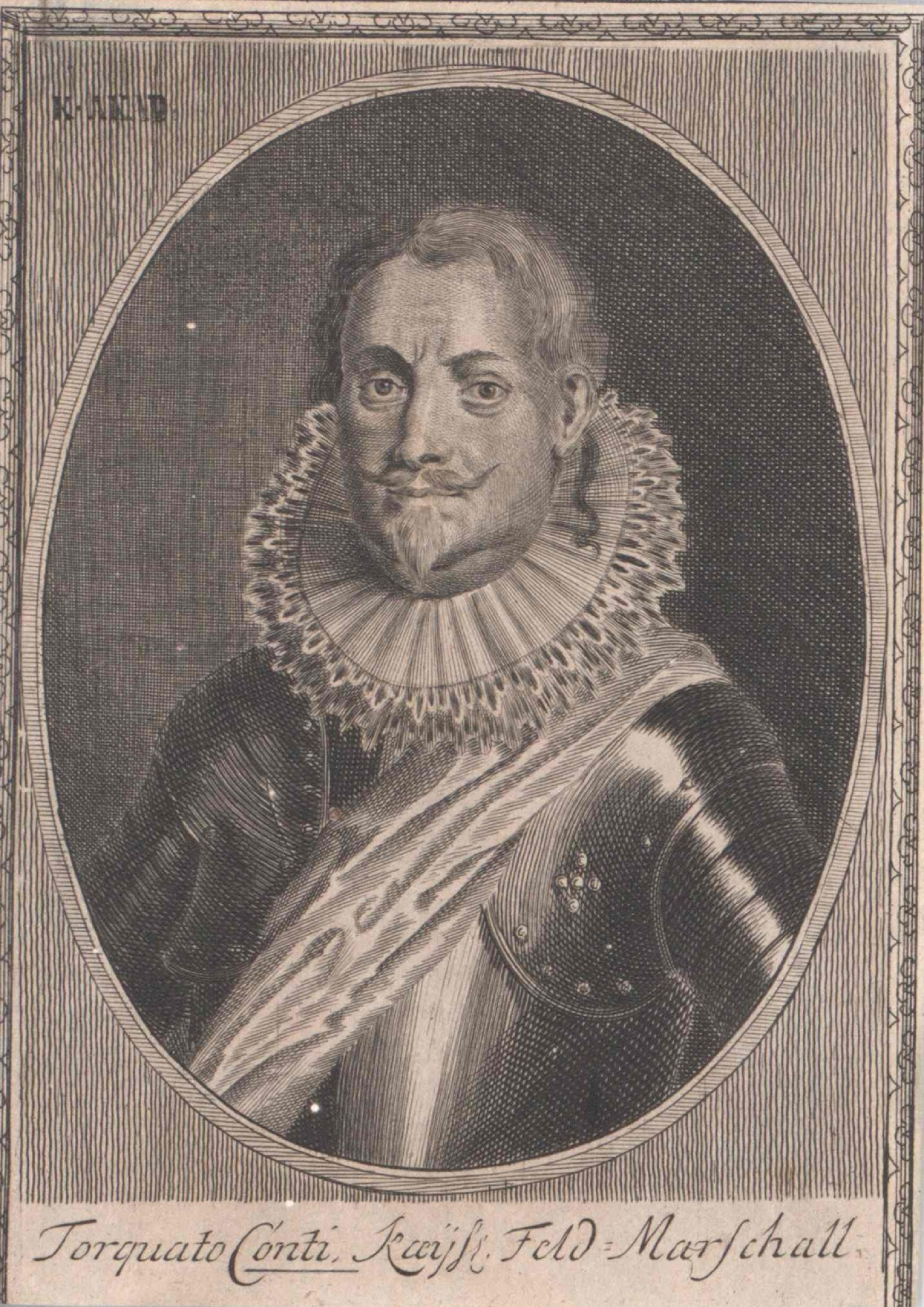
Torquato Conti

Torquato Conti, Herzog von Poli und Guadagnolo (* 1591 in Poli; † 6. Juni 1636 in Ferrara) war ein italienischer Condottiere, kaiserlicher Feldmarschall und päpstlicher General.

## Leben
Torquato Conti entstammt dem italienischen Adelsgeschlecht Conti und war der erstgeborene Sohn von Lotario Herzog von Poli und Clarice Orsini. Zu seinen jüngeren Brüdern zählten der General Innocentio Conti und der Kardinal Giannicoló Conti. Vom Vater zum Geistlichen bestimmt studierte er bei Kardinal Odoardo Farnese. Er begab sich dann aber als Freiwilliger in spanischen Kriegsdienste. Er kämpfte 1616 und 1617 im Krieg gegen Karl Emanuel von Savoyen in Italien, wobei er eine Kompanie Fußvolk befehligte. Anschließend wechselte er nach Deutschland. Unter dem Kaiser Ferdinand II. führte er die italienischen Freiwilligen, die sich in deutschen Diensten befanden. Er wurde Oberstleutnant und Regimentschef und nahm als solcher 1620 an der Schlacht bei Prag und an der Eroberung der Stadt Pilsen teil. Im Jahr 1621 kämpfte er in Ungarn unter Graf Bucquoy gegen Gábor Bethlen. Beim Versuch den Leichnam des Grafen zu bergen, geriet er in Gefangenschaft, aus der er nach einigen Monaten entlassen wurde. Vom Kaiser wurde er dafür mit dem Kommandantenposten von Olmütz belohnt. Er verteidigte die Stadt gegen weitere Angriffe Bethlens. 1622 nahm er an der Belagerung und Eroberung von Glatz und an der Schlacht bei Wimpfen teil. Als Verdienst wurde er vom Kaiser zum Kriegsrat, Kämmerer und Oberst ernannt.
Dann ging er in die Dienste des Papstes Urban VIII. um am Veltlinschen Krieg teilzunehmen. Der Papst machte ihn zum Herzog von Guadagnolo und General seiner Truppen. Nach diesem Krieg wurde er Generalfeldzeugmeister des Kaisers. Er half in der Schlacht bei Dessau 1626 Graf Peter Ernst II. von Mansfeld vernichtend zu schlagen. In Wallensteins Armee belagerte und eroberte er 1627 Krempe und war in dessen Abwesenheit Kommandant der kaiserlichen Truppen in Holstein. Nach dem Frieden mit Dänemark im Jahre 1629 und auskurierter Krankheit ging er als Generalfeldmarschall und Befehlshaber nach Pommern. Er besetzte die Oderübergänge Gartz und Greifenhagen. Da er die Anlandung des schwedischen Königs Gustav Adolf nicht verhindern konnte, musste er den Rückzug antreten. Seine Truppen bezogen zwei Lager in Stolpe und Gartz, außerdem versicherte er sich der Stadt Landsberg an der Warthe. Sein Versuch, die von den Schweden belagerte Stadt Kolberg zu entsetzen, vereitelte der schwedischen Generalfeldmarschall Gustaf Horn, ebenso seinen Angriff auf Stettin.
Dauernd kränklich (er litt an einem Krebsgeschwür), gab er sein Kommando an den Generalfeldzeugmeister Graf Hannibal von Schauenburg weiter. Er reiste nach Wien, wo er ehrenvoll entlassen wurde, und dann nach Italien, wo er General in der Armee des Kirchenstaates wurde.
Am 6. Juni 1636 verstarb er in Ferrara an der Schwindsucht und wurde in der Kirche San Stefano in Poli bestattet.
Einer Ehe mit Markgräfin Violanta Farnese, Marchesa di Sassatello von Ferrara († 1634), entsprangen keine Kinder.